# السفياني (مكة)
السفياني هي قرية في منطقة مكة المكرمة، في غرب المملكة العربية السعودية.